# Citibanamex
Pour les autres articles nationaux ou selon les autres juridictions, voir Banque Nationale.
Citibanamex ou Banco Nacional de México (ancien nom), est l'une des principales banques mexicaines, propriété de Citigroup depuis 2001.

## Historique
La Banco Nacional de México (abrégé en « Banamex ») a été fondée le 2 juin 1884 à la suite de la fusion de la Banco Nacional Mexicano et de la Banco Mercantil Mexicano. La banque a alors des agences à Mérida, Veracruz, Puebla, Guanajuato, San Luis Potosí et Guadalajara.
La Banamex est restructurée en 1926 et ouvre une agence à New York. La banque propose des comptes épargne en 1929, des crédits personnels en 1958, des cartes de paiement en 1968, et des guichets de distribution automatique en 1972.
En 1981, Banamex absorbe la California Commerce Bank. À la suite de la crise économique de 1982, le président José López Portillo nationalise toutes les banques privées du pays, dont la Banamex. En 1991, la Banamex est re-privatisée les filiales Grupo Financiero Banamex–Accival et Acciones y Valores de México (Accival). Cependant, les institutions bancaires et de crédit mexicaines manquent à cette époque d'expérience au niveau des régulations, ce qui mène à une récession économique et à la dévaluation du peso. La Banamex devient insolvable en 1994. L'administration Ernesto Zedillo lance alors un plan de sauvetage et crée le fonds gouvernemental Instituto de Protección al Ahorro Bancario (IPAB), et la solution financière proposée permit à la Banamex de sortir du rouge.
En 1997, la Banamex crée la banque de pension privée Afore Banamex.
Citigroup, la maison mère de Citibank, a acheté Banamex pour 12,5 milliards de dollars. L'entité bancaire est alors renommée Grupo Financiero Banamex. Citibank lança l'offre publique d'achat le 2 juillet 2001. L'acquisition eut lieu le 3 août 2002, et devint effective pour les clients le 2 novembre 2002.
À la fin 2001, Banamex était, en termes d'actifs, la deuxième plus grande banque du Mexique, derrière Bancomer BBVA. Elle disposait de 39,950 milliards de dollars en actifs contre 45,317 milliards de dollars pour sa rivale. En 2002, Banamex contrôlait 27 % des crédits bancaires au Mexique.
Roberto Hernández est le PDG de l'entreprise (2002).

## Activité

### Filiales
- Banamex
- Accival
- Afore Banamex
- Seguros Banamex
- Arrendadora Banamex
- Operadora e Impulsora de Negocios
- Acción Banamex
- Pensiones Banamex
- Fomento Cultural
- Fomento Social

## Données financières
Les actions sont cotées à la bourse de Mexico sous le nom de Citigroup.